# X Mayo
X Mayo, född i Kalifornien, är en amerikansk skådespelare.
X Mayo har bland annat medverkat i TV-serien American Auto (2021-2023). Hon har även medverkat i filmerna Jakten på 'Ohana från 2021 och The Blackening från 2022.

## Filmografi (i urval)
- 2021-2023: American Auto
- 2021: Jakten på 'Ohana
- 2022: The Blackening
- 2023 – Please Don't Destroy: The Treasure of Foggy Mountain